# Globoko učenje
Globoko učenje (angleško deep learning) je področje umetne inteligence, ki obravnava globoke večslojne nevronske mreže. Ime »globoko« so dobile, ker imajo veliko število slojev. Klasično učenje večslojnega perceptrona se imenuje vzvratno razširanje (backpropagation) in omogoča samo učenje »plitvih« večslojnih perceptronov, saj vsak dodaten sloj zelo oteži tovrstno učenje. Odkritje globokih algoritmov je povzročilo preporod umetne inteligence, saj globoke nevronske mreže dosegajo in celo presegajo zmogljivost ljudskih možganov. Glavna področja uporabe so prepoznava govora, prepoznava slik, razumevanje besedila, pisanje besedil in glasbe, učenje na lastnih izkušnjah, simultano prevajanje ...
Eden odmevnejših dosežkov globokega učenja je osvojitev naslova svetovnega prvaka v igri go leta 2016. Gre za strateško miselno igro, kjer je možnih več različnih potez, kot je vseh atomov v celotnem znanem vesolju. Pomnjenje vseh potez iz preteklih partij torej ni možno. Zmagovita globoka nevronska mreža AlphaGo se torej mora dobro znajti tudi v novih, še nevidenih okoliščinah. AlphaGo se je sprva seznanil s preteklimi mojstrskimi partijami igre Go, nato pa se je od tod naprej izpopolnjeval sam. Lahko bi rekli da je samouk, ki je v nekaj mesecih napredoval tako dobro, da je aktualnega svetovnega prvaka, gospoda Leeja Sedola premagal z rezultatom tri proti nič.